# Castillo de Ratera

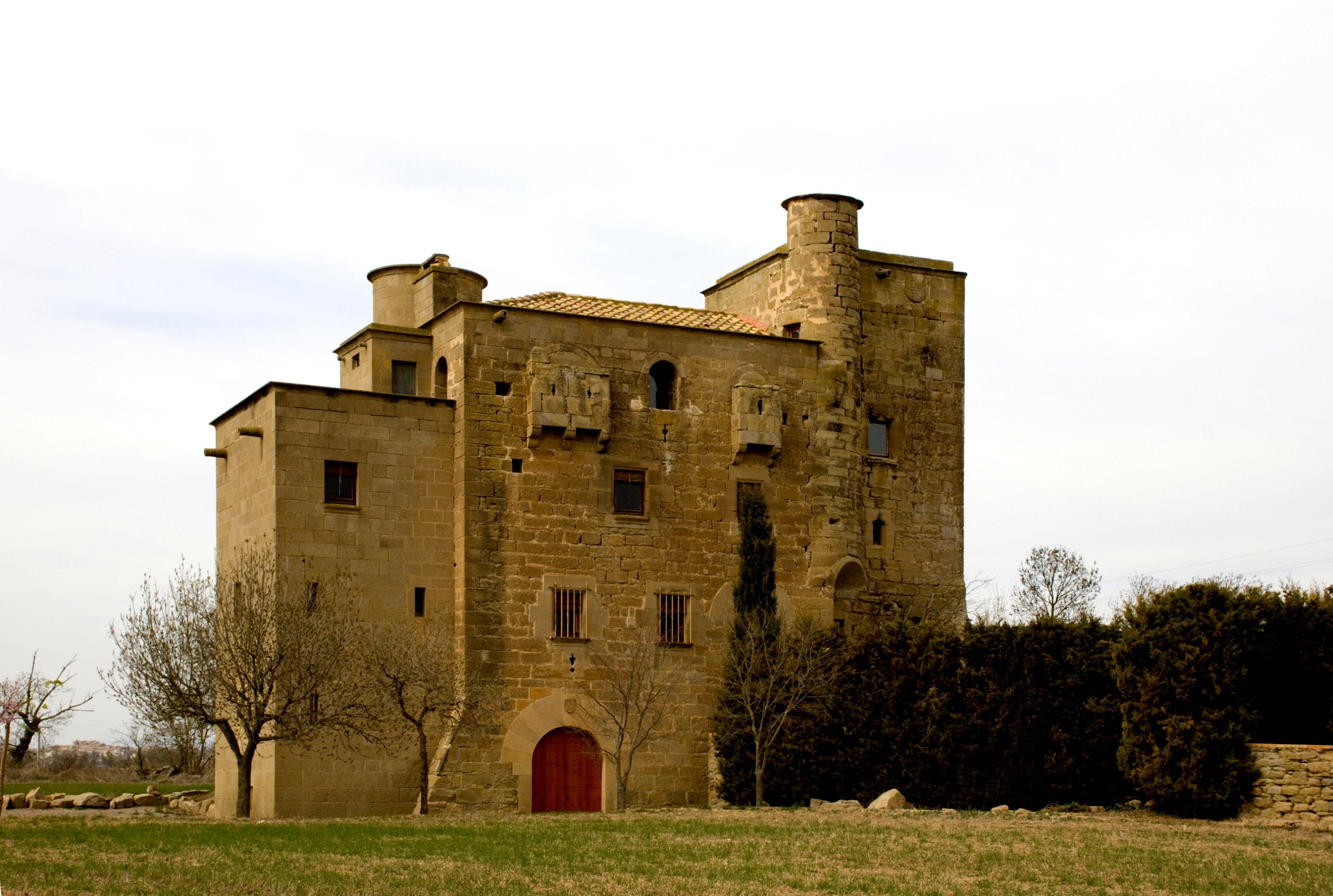
Castillo de Ratera (2008)

Das Castillo de Ratera, auch bekannt als Castillo Molino de Ratera (katalanisch: Castell de Ratera oder Castell Molí de Ratera) befindet sich in der Gemeinde Els Plans de Sió in der Region La Segarra, Provinz Lleida. Es stammt aus dem neunten Jahrhundert, als es höchstwahrscheinlich eine zweite Festung des Schlosses von Concabella war. Pedro de Ratera wird 1164 als Besitzer urkundlich erwähnt.
Im 16. Jahrhundert wurde eine Mehlmühle eingebaut, um den Fluss Sió zu nutzen.
Mitte des 20. Jahrhunderts wurde es vom Architekten Joaquim Vilaseca y Rivera restauriert. Es befindet sich derzeit in Privatbesitz und kann innen nicht besichtigt werden.